# (12150) De Ruyter
Pour les articles homonymes, voir De Ruyter.
(12150) De Ruyter est un astéroïde de la ceinture principale.

## Description
(12150) De Ruyter est un astéroïde de la ceinture principale. Il fut découvert le 25 mars 1971 à l'observatoire Palomar par Cornelis Johannes van Houten, Ingrid van Houten-Groeneveld et Tom Gehrels. Il présente une orbite caractérisée par un demi-grand axe de 2,99 UA, une excentricité de 0,05 et une inclinaison de 10,5° par rapport à l'écliptique.

## Compléments